# 1849 في المجر
فيما يلي قوائم الأحداث التي وقعت خلال عام 1849 في المجر.

## سياسة

### تعيين في المنصب
- 14 أبريل – لويوش كوشوت رئيس المجر.

### انتهاء فترة المنصب
- 11 أغسطس – لويوش كوشوت رئيس المجر.

## مواليد

### يوليو
- 29 يوليو – ماكس نورداو

## وفيات

### يوليو
- 31 يوليو – ساندور بيتوفي (مواليد 1823)